# فرودگاه ردنچائو
فرودگاه ردنچائو (به انگلیسی: Redenção Airport) (به زبان بومی: Aeroporto de Redenção) یک فرودگاه همگانی مسافربری با کد یاتا RDC است که یک باند فرود آسفالت دارد و طول باند آن ۹۶۰ متر است. این فرودگاه در کشور برزیل قرار دارد و در ارتفاع ۲۰۴ متری از سطح دریا واقع شده است.